# Brian Dietzen
Brian Dietzen (født 14 november 1977, Colorado, USA) er en amerikansk skuespiller, som bl.a. har spillet rollen som Jimmy Palmer i tv serien NCIS siden 2004, hvor han er Dr. Donald Mallards assistent.

## Personligt liv
Dietzen bor i øjeblikket i Los Angeles med sin kone Kelly og deres datter og søn.

## Filmografi
Fjernsyn
1. NCIS, Naval Criminal Investgating Service, 2004 – nu – Jimmy Palmer
2. My Guide to Becoming a Rock Star (2002) – Owen
3. Boston Public (2002) – David Caplan
4. Hit Factor (2008) – Clerk

Film
1. Congratulations (2013)
2. Self-Inflicted (2005)
3. Purgatory House (2004)
4. From Justin to Kelly (2003)
5. Nowhere to Hide (2009)